# Línea Newburyport/Rockport
La Línea Newburyport/Rockport (en inglés: Newburyport/Rockport Line) es una de las doce líneas del Tren de Cercanías de Boston. La línea opera entre las estaciones Estación del Norte y en Newburyport y Rockport, iniciando desde Boston, Massachusetts a Newburyport y Rockport, Massachusetts.